# Contea di Dickinson (Michigan)
La contea di Dickinson, in inglese Dickinson County, è una contea dello Stato del Michigan, negli Stati Uniti. La popolazione al censimento del 2000 era di 27 473 abitanti. Il capoluogo di contea è Iron Mountain.